# Oliver Shanti
 (septembre 2022).
Oliver Shanti, nom d'art de Ulrich Schulz (Hambourg 16 novembre 1948-mars 2016), auparavant connu sous le nom d'art de Oliver Serano-Alve, est un musicien new-age allemand.
En 2009, Shanti a été condamné à une peine de 6 ans et 10 mois de prison en Allemagne après avoir été reconnu coupable d'abus sexuels sur des dizaines d'enfants âgés de 7 à 13 ans.
Il serait mort pendant sa peine de prison, en mars 2016, à l'âge de 67 ans.
Il avait déjà fait une tentative de suicide ratée lors de sa garde à vue, avant son procès.